# راميرو الثاني ملك أراغون
راميرو الثاني (بالإسبانية: Ramiro II el Monje)‏ (24 أبريل 1086 - 16 أغسطس 1157) لُقب بـ الراهب، أصبح ملك أراغون منذ عام 1134 حتى انسحابه من الحياة العامة في 1137، ولكن مع ذلك استخدام اللقب الملكي حتى وفاته، هو الأبن الأصغر لـ سانشو راميريث، ملك أراغون ونافارا وفيليسي دي روسي.